# Леукодистрофија
Леукодистрофије су група обично наследних поремећаја које карактерише дегенерација беле материје у мозгу. Леукодистрофије су узроковане несавршеним растом или развојем мијелинске овојнице, масног изолационог омотача око нервних влакана. Леукодистрофије се могу класификовати као хипомијелинизирајуће или демијелинизирајуће болести, у зависности од тога да ли је оштећење присутно пре рођења или се јавља после. Друге демијелинизирајуће болести обично нису урођене и имају токсични или аутоимуни узрок.
Када дође до оштећења беле материје, имуни одговори могу довести до упале у централном нервном систему (ЦНС), заједно са губитком мијелина. Дегенерација беле материје се може видети на МР скенирању и користити за дијагнозу леукодистрофије. Леукодистрофију карактеришу специфични симптоми укључујући смањену моторичку функцију, ригидност мишића и евентуалну дегенерацију вида и слуха. Иако је болест фатална, старост почетка је кључни фактор, јер одојчад има типичан животни век од 2-8 година, док одрасли обично живе више од једне деценије након почетка. Могућности лечења су ограничене, иако се чини да трансплантације хематопоетских матичних ћелија помоћу коштане сржи или крви пупчаника помажу код одређених типова док се врше даља истраживања.
Комбинована инциденција леукодистрофија се процењује на 1 на 7.600.  Већина типова укључује наслеђивање Кс-везаног рецесивног или Кс-везаног доминантног својства, док су други, иако укључују дефектни ген, резултат спонтане мутације, а не генетског наслеђа.

## Опште информације
Леукодистрофија није појединачни поремећај. Термин се односи на групу ретких, првенствено наслеђених неуролошких поремећаја познатих као леукодистрофије које су резултат абнормалне производње, обраде или развоја мијелина и других компоненти беле материје централног нервног система (ЦНС), као што су ћелије зване олигодендроцити и астроцити.  Све леукодистрофије су резултат генетских дефеката (мутација). Неки облици су присутни при рођењу, док други можда неће изазвати симптоме док новорођенче не постане мало дете. Неколико облика углавном погађа и одрасле.
Идентификовано је више од 50 различитих леукодистрофија, међу њима:
- Александрова болест - аутозомно доминантна леукодистрофија са аутономним болестима (АДЛД),
- Канаванова болест - церебротендинозна ксантоматоза (ЦТКС),
- Метахроматска леукодистрофија (МЛД),
- Pelizaeus-Merzbacher-ова болест и
- Рефсумова болест.

## Епидемиологија
Тренутно, ниједно истраживање није показало већу преваленцију већине типова леукоситрофије на било ком месту широм света. Међутим, постоји већа преваленција Канаванове болести у јеврејској популацији. 1 од 40 особа јеврејског порекла Ашкенази је носилац Канаванове болести. што се  процењује на отприлике 2,5%. 

### Полне разлике
Због аутозомно рецесивних образаца наслеђивања, не постоји значајна разлика између оболелих мушкараца и оболелих жена за већину типова леукодистрофије укључујући, али не ограничавајући се на, метахроматску леукодистрофију, Крабеову болест, Канаванову болест и Александрову болест. Једини изузетак од овога је било која врста леукодистрофије која се преноси на полном хромозому, као што је Х-везана адренолеукодистрофија, која се преноси на Х хромозому. 
Због обрасца наслеђивања болести повезаних са Х хромозомом, мушкарци су чешће погођени овом врстом леукодистрофије, иако су жене носиоци болести и често симптоматски, мада не тако озбиљно као мушкарци.

## Етиопатогеназа
Леукодистрофије су наследни поремећаји који утичу на белу масу или мијелинске траке централног нервног система (ЦНС), иако може бити укључен и периферни нервни систем.  Абнормалности мијелина у леукодистрофијама су примарна патологија и нису секундарне у односу на основну неуронску болест.
Мијелин се састоји од више слојева липида и протеина и формира се продужавањем ћелијских мембрана олигодендроцита које спирално обавијају аксоне у ЦНС-у. Мијелин се састоји од 20-30% протеина и 70-80% липида. Два главна протеина мијелина у ЦНС-у су основни протеин мијелина (МБП) и протеолипидни протеин (ПЛП1) који заједно чине 80-90% укупног протеина мијелина. МБП чини ~35% а ПЛП1 ~50% тежине протеина мијелина. Остали протеини мијелина укључују гликопротеин повезан са мијелином (МАГ) и гликопротеин олигодендроцита мијелина (МОГ).
Некада се сматрало ретким, појава и широка употреба софистициране магнетне резонанције (МРИ) сугерише да леукодистрофије могу бити чешће него што се раније мислило. 
Патологија болести укључује одложену мијелинизацију , дисмијелинизацију (дефектно формирање мијелинске овојнице), демијелинизацију (деструктивно уклањање мијелинског омотача) или комбинацију ових. 
Већина наследних леукодистрофија има различите биохемијске или метаболичке абнормалности и обично се јавља у детињству.  Чешће леукодистрофије које се јављају у детињству, као што је Х-везана адренолеукодистрофија (Х-АЛД), метахроматска леукодистрофија (МЛД), Канаванова болест и Крабеова болест (леукодистрофија глобоидних ћелија) узроковане су генетским дефектима ензима и карактерише их акумулација токсичних метаболита.
Pelizaeus-Merzbacher болест (ПМД), још једна леукодистрофија која се јавља у детињству, узрокована је мутацијама укључујући дупликацију која укључује ген који кодира мијелински протеин ПЛП1. Нестајање болести беле материје је такође уобичајена леукодистрофија у детињству и узрокована је хомозиготним мутацијама у генима који кодирају пет подјединица свеприсутно експримираних фактор елонгације транскрипције, еИФ2Б . 
Александрова болест је спорадична леукодистрофија са првенствено почетком у детињству узрокована мутацијама у гену који кодира интермедијарни протеин астроцита, глијални фибриларни кисели протеин (ГФАП).
Осим Александрове болести, све горе наведене болести су узроковане или Х-везаним рецесивним или аутозомно рецесивним мутацијама. Хетерозиготне мутације у ГФАП-у могу указивати на доминантно повећање функције у основи Александрове болести. 
Како је већина пацијената спорадична, тешко је утврдити начин наслеђивања. Иако ове болести почињу углавном у детињству, описане су и варијанте за малолетне и одрасле.

## Клиничка слика
Неки специфични симптоми варирају од једне до друге врсте леукодистрофије, али велика већина симптома је заједничка јер узроци болести углавном имају исте ефекте. Симптоми зависе од узраста болесника у време почетка, што је претежно у детињству и раном детињству, иако је тешко одредити тачно време почетка болести. 
Уобичајени симптоми су:
- Проблеми са равнотежом и мобилношћу
- Сметње у понашању и учењу
- Проблеми са бешиком
- Потешкоће са дисањем
- Застоји у развоју
- Проблеми са слухом (глувоћа), говором и видом (слепило)
- Поремећаји контроле мишића
- Напади.[13]
- Смањен тонус мишића, посебно у врату, и абнормално равне ноге и савијене руке код Канаванове болести,

Почеци болести код малолетника и одраслих показују сличне симптоме укључујући смањење или губитак слуха и вида (због оптичке и слушне дегенерације).
Ток болести код деце је обично брз, узрокујући релативно рану смрт, док одрасли могу да живе са овим стањима дуги низ година. Код деце, спастична активност често претходи прогресивној атаксији и брзом когнитивном погоршању које је описано као ментална ретардација.
Епилепсија је уобичајена појава за пацијенте свих узраста.  Напреднији пацијенти показују слабост у гутању, што доводи до спастичних напада кашља због удахнуте пљувачке.  
Ток и распоред зависе од узраста почетка, а одојчад има животни век од 2-8 година, малолетници 2-10 година и одрасли обично 10+ година. Одрасли типично виде продужени период стабилности праћен опадањем у вегетативно стање и смрћу.

## Дијагноза
Леукодистрофију је тешко дијагностиковати јер постоји много различитих типова који могу имати различите симптоме. Најчешће коришћени алате за постављање дијагнозе леукодистрофије су:
- Физички и неуролошки прегледи
- Медицинска историја болести, укључујући и питање о породичној историји болести
- Тестови снимања , као што су магнетна резонантна томографија (МРИ) или компјутеризована томографија (ЦТ скенирање)
- Генетско тестирање за тражење генетских промена које могу изазвати леукодистрофије
- Лабораторијски тестови

## Терапија
Иако третмани постоје, већина их је у експерименталној фази и могу само да обећају заустављање прогресије симптома, иако су неке генске терапије показале извесно симптоматско побољшање.
Лечење већине врста леукодистрофије је симптоматско и подржавајуће, и може укључивати:
- лековима
- физичке, радне и логопедске терапије
- нутриционистички, образовни и рекреативни програми

Лекови се могу користити за контролу мишићног тонуса, нападаја и спастичности. Физичке, професионалне и говорне терапије могу побољшати мобилност, функцију и когнитивне проблеме. Нутритивни, образовни и рекреативни програми такође могу бити од помоћи, у зависности од потреба појединца.
Трансплантација матичних ћелија или коштане сржи обећава за неколико врста леукодистрофије.
Једна од леукодистрофија је сада болест која се може лечити. Уз рану тачну дијагнозу, ЦТКС се може ефикасно лечити заменском терапијом хенодеоксихолном киселином (ЦДЦА).

## Прогноза
Леукодистрофије су обично прогресивне, што значи да се погоршавају како време одмиче. Прогноза за леукодистрофије варира у зависности од специфичног типа леукодистрофије.